# Stanisław Wrycza
Stanisław Wrycza (ur. 20 września 1949 w Kartuzach, zm. 13 stycznia 2022) – polski specjalista w zakresie ekonomii i informatyki, prof. dr hab.

## Życiorys
Syn Alfonsa. W 1973 ukończył studia na Wydziale Ekonomiki Produkcji Uniwersytetu Gdańskiego. W 1977 obronił pracę doktorską Informatyczna koncepcja adaptacyjnego sterowania zapasami towarowymi, napisaną pod kierunkiem Władysława Nowaczka. W 1985 uzyskał stopień doktora habilitowanego na podstawie pracy Konceptualne modelowanie baz danych organizacji gospodarczych. W 1986 został mianowany docentem. Od 1991 kierował Katedrą Informatyki Ekonomicznej na Wydziale Zarządzania Uniwersytetu Gdańskiego. 18 lipca 1994 nadano mu tytuł profesora w zakresie nauk ekonomicznych.
Pracował także Wyższej Szkole Finansów i Administracji w Gdyni oraz w Katedrze Informatyki i Metod Ilościowych na Wydziale Finansów i Zarządzania Wyższej Szkole Bankowej w Gdańsku.
Był inicjatorem i pierwszym prezesem Naukowego Towarzystwa Informatyki Ekonomicznej (1995–2000), następnie członkiem honorowym NTIE.
Zmarł 13 stycznia 2022, pochowany 20 stycznia 2022 na cmentarzu komunalnym przy ul. Spokojnej w Gdyni (sektor 60-1-3).

## Ordery i odznaczenia
- Krzyż Oficerski Orderu Odrodzenia Polski (11 grudnia 2012)[12]
- Krzyż Kawalerski Orderu Odrodzenia Polski (26 września 2005)[13]
- Złoty Krzyż Zasługi (20 czerwca 1997)[5]
- Medal Księcia Mściwoja II (2003)[14][9]
- Medal 70-lecia Polskiej Informatyki (2018)[15]